# Pardosa alboannulata
Pardosa alboannulata là một loài nhện trong họ Lycosidae.
Loài này thuộc chi Pardosa. Pardosa alboannulata được Chang-Min Yin et al miêu tả năm 1997..